# District de Tab
Le district de Tab (en hongrois : Tabi járás) est un des 8 districts du comitat de Somogy en Hongrie. Il compte 12 786 habitants et rassemble 24 localités : 23 communes et une seule ville, Tab, son chef-lieu.
Cette entité existait déjà auparavant, jusqu'en 1968.

## Localités
- Andocs
- Bedegkér
- Bonnya
- Bábonymegyer
- Fiad
- Kapoly
- Kisbárapáti
- Kánya
- Kára
- Lulla
- Miklósi
- Nágocs
- Somogyacsa
- Somogydöröcske
- Somogyegres
- Somogymeggyes
- Szorosad
- Sérsekszőlős
- Tab (Hongrie)
- Tengőd
- Torvaj
- Törökkoppány
- Zala
- Zics